# Staryj Wowczyneć
Staryj Wowczyneć (ukr. Старий Вовчинець) – wieś na Ukrainie, w obwodzie czerniowieckim, w rejonie czerniowieckim. W 2001 roku liczyła 2039 mieszkańców.
Znajduje tu się przystanek kolejowy Staryj Wowczyneć, położony na linii Czerniowce – Suczawa.